# Rap metal
Il rap metal è un sottogenere della musica heavy metal, che unisce sonorità tipiche di quest'ultima con elementi vocali derivati dal rap.
Il genere divenne uno degli stili di alternative metal più diffusi durante gli anni novanta. A parte qualche eccezione, il rap metal si presentava in controtendenza rispetto al resto della scena heavy metal, dove spiccava il dominio di musicisti bianchi.

## Storia del genere

### Origini e primi sviluppi (secondi anni ottanta e primi anni novanta)
Il rap metal trae origine dal rap rock, contraddistinto dall'unione di elementi vocali e strumentali dell'hip hop e del rock. Le sue prime esperienze risalgono ad artisti e gruppi hip hop alle prese con campionamenti heavy metal, tra cui Beastie Boys, MC Strecker, Cypress Hill, Esham e Run DMC e a gruppi rock che sperimentavano incroci di influssi heavy metal e hip hop, tra cui 24-7 Spyz e Faith No More.
Scott Ian, membro del gruppo thrash metal Anthrax, contribuì alla nascita del genere, ma egli stesso ne ha attribuito la paternità vera e propria ai Rage Against the Machine. Prima di questi ultimi erano già emersi gli olandesi Urban Dance Squad, formati nel 1986, tra i primi ad inserire parti vocali rap in brani d'ispirazione metal, ma solo i RATM definirono in modo sistematico, col loro esordio omonimo nel 1992, le caratteristiche sonore del genere.
Nel 1987 gli Anthrax furono uno dei primi gruppi a proporre il rap metal, con l'EP I'm the Man, seguito quattro anni dopo da una collaborazione col gruppo hip hop militante Public Enemy, con un rifacimento del singolo Bring the Noise. Nel 1991 il gruppo thrash metal Tourniquet collaborò col gruppo hip hop P.I.D. al brano "Spineless", estratto dallˈalbum Psycho Surgery. Nel 1988 il rapper Sir Mix-a-Lot si aggregò ai Metal Church col singolo "Iron Man", ispirato dall'omonimo brano dei Black Sabbath. Elementi rap metal si trovano anche in un brano dei Ministry, nellˈalbum The Mind is a Terrible Thing to Taste del 1989, dove nella traccia 'test' alcune parti vocali sono cantate dai rapper 'The Grand Wizard' (K. Lite) e 'The Slogan God' (Tommie Boyskee). Nel 1990 il rapper Ice-T formò il gruppo metal Body Count, che nel tour di Lollapalooza nel 1991 propose canzoni sia metal che rap. Anche i gruppi Stuck Mojo, Senser e Clawfinger, formati nel 1989, sono annoverati tra i pionieri del genere.
All'inizio degli anni novanta il rap metal divenne uno dei generi musicali più seguiti. Uno dei brani più importanti, considerato un esempio classico del genere, fu il singolo dei Faith No More Epic, che raggiunse la nona posizione della classifica Billboard Hot 100. Nel 1993 uscì la colonna sonora del film Cuba libre - La notte del giudizio, che comprendeva numerose collaborazioni tra artisti rock e rap. Nel 1996 i Rage Against the Machine pubblicarono il secondo album in studio Evil Empire, che entrò al primo posto della classifica Billboard, e nel 1999 il suo seguito The Battle of Los Angeles ebbe risultati simili, vendendo 430 000 copie nella sua prima settimana di pubblicazione. Ogni album dei RATM è stato premiato negli Stati Uniti almeno con un disco di platino. Negli stessi anni emersero i Biohazard e i Downset., anche loro citati tra gli ispiratori del rap metal.

### Il successo (secondi anni novanta)
Il 18 agosto 1998 l’etichetta discografica Atlantic Records pubblicò l’album di Kid Rock Devil Without a Cause, trainato inizialmente dal singolo Welcome 2 the Party (Ode 2 the Old School), e il rapper del Michigan promosse il disco col Vans Warped Tour. I singoli Welcome 2 The Party e l'album Devil Without a Cause impiegarono molto tempo a farsi conoscere, nonostante l’aumentato interesse regionale a Northampton, nel Massachusetts, dove l’album ebbe la sua prima notorietà. Nell’estate del 1998 le radio locali trasmisero a più riprese il singolo I Am The Bullgod. Verso la fine dell'anno Kid Rock conobbe il conduttore di MTV Carson Daly, che lo aiutò a promuovere l’album grazie a un video girato per il brano Bawitdaba, pubblicato come singolo nel 1999, e l’album Devil Without a Cause ricevette per la prima volta un disco d’oro e poi di platino.
Il primo tour di rilievo di Kid Rock fu Limptropolis, dove aprì per Limp Bizkit e Staind, e poi consolidò il suo ruolo artistico e commerciale a Woodstock 1999, e il 24 luglio di quell’anno il suo album ricevette due dischi di platino. Il successivo singolo Cowboy, che univa southern rock, country e rap, entrò nella classifica dei primi 40 singoli di quel periodo, e diventò la canzone introduttiva del lottatore WCW Jeff Jarrett. La ballata Only God Knows Why fu il singolo più importante dell’album, entrando al diciannovesimo posto della classifica Billboard Hot 100, e fu uno dei primi brani in autotune. Al momento del singolo finale Wasting Time, Devil Without A Cause vendette più di 7 milioni di copie, e il 17 aprile 2003 fu certificato con 11 dischi di platino dalla RIAA. Kid Rock ebbe una nomina come miglior artista esordiente ai Grammy Awards del 2000, ma fu sconfitto da Christina Aguilera. Ebbe anche una nomina alla miglior interpretazione hard rock col singolo Bawitdaba, ma il premio fu vinto dal singolo dei Metallica Whiskey in the Jar.
Nel 1998 Ice Cube pubblicò l’album War & Peace Vol. 1 (The War Disc), che in alcune tracce aveva spunti rap metal e nu metal. Il discò esordì al settimo posto della classifica Billboard 200, vendendo 180 000 copie nella sua prima settimana di uscita.
Nell'estate del 1999 il rap metal conobbe l’apice della popolarità, a fianco delle correnti pop e rap dell’epoca. Il genere cominciò ad attirare l’attenzione del pubblico e delle classifiche, specie dopo la contestata terza edizione di Woodstock, in cui si esibirono artisti associati all’ormai consolidato stile musicale, tra cui Kid Rock, gli emergenti Limp Bizkit, i Rage Against the Machine e i Reveille. L’artista pop punk Jeff Brogowski disse al giornale The Morning Call nel 1999 che "il rap metal peccava di machismo e simpatia per il disordine e la violenza, come dimostrato dalle ultime vicende di Woodstock, che qualcosa di insolito era diventato all’ordine del giorno, forse in associazione alla prosperità economica di allora, un po' come era accaduto con le virili formazioni hard rock negli anni ottanta."

### Primi anni 2000
Nel 1999 i Limp Bizkit pubblicarono il secondo album in studio Significant Other, che raggiunse il primo posto della classifica Billboard 200, vendendo 643,874 copie nella sua prima settimana di uscita, e 335,000 copie nella seconda. Un anno dopo il gruppo pubblicò il seguito Chocolate Starfish and the Hot Dog Flavored Water, che detenne il record annunciato di disco rock più venduto nella sua prima settimana, con più di un milione di copie vendute, di cui 400 000 nel primo giorno, battendo il record detenuto per sette anni dal disco dei Pearl Jam Vs.. Nello stesso anno l'album di debutto ufficiale dei Papa Roach, Infest, diventò disco di platino, e nell'anno successivo ne ricevette tre negli Stati Uniti. Anche il gruppo hip hop Cypress Hill inserì accompagnamenti strumentali metal nell’album del 2000 Skull & Bones, che comprendeva sei tracce in cui i rapper B-Real e Sen Dog furono accompagnati musicalmente da un gruppo di supporto, formato dai membri dei Fear Factory Christian Olde Wolbers e Dino Cazares, e il batterista dei Rage Against the Machine Brad Wilk. B-Real formò anche un gruppo rap metal, i Kush, con Wolbers, il batterista dei Fear Factory Raymond Herrera e il chitarrista dei Deftones Stephen Carpenter. Anche il gruppo SX-10, formato nel 1996 da Sen Dog, sperimentò sonorità rap rock e rap metal. Allo sviluppo del genere hanno contribuito anche gli Hed P.E., soprattutto col loro secondo album in studio Broke.
Nel 2000 acquisì notorietà anche il gruppo rap metal P.O.D., il cui album del 1999 The Fundamental Elements of Southtown ottenne un disco di platino. Nello stesso anno esordirono i Linkin Park con Hybrid Theory, ancora oggi considerato l’album d’esordio più venduto del XXI secolo e del genere nu metal. L’album fu il più venduto del 2001, superando in vendite le boy band Backstreet Boys ed NSYNC, e il gruppo vinse un Grammy Award col secondo singolo Crawling. Il singolo In the End, pubblicato alla fine del 2001, diventò uno dei brani più celebri degli anni 2000. Anche i Crazy Town contribuirono alla popolarità dei generi rap metal e nu metal col loro album d’esordio del 1999 The Gift of Game, soprattutto col singolo Butterfly che raggiunse il primo posto in molte classifiche di quel periodo, compresa la Billboard Hot 100 nel marzo del 2001, restando nei primi cento posti per 23 settimane. L’album The Gift of Game raggiunse la nona posizione della classifica Billboard 200, e a livello mondiale ha venduto oltre due milioni e mezzo di copie, di cui più della metà negli Stati Uniti.
Nel 2001 l'album dei Saliva Every Six Seconds ottenne risultati simili, debuttando al sesto posto della classifica Billboard 200 e vendendo più di un milione di copie. Nello stesso anno i P.O.D. pubblicarono l’album Satellite, che negli Stati Uniti ottenne tre dischi di platino, e raggiunse la sesta posizione della classifica Billboard 200.
Nel 2003 i Linkin Park pubblicarono il secondo album Meteora, che raggiunse il primo posto della classifica Billboard 200 e vendette 810,000 copie nella prima settimana di pubblicazione. Nei soli Stati Uniti Meteora ha venduto 6,100,000 copie.

### Sviluppi successivi (anni 2010)
Negli anni 2010 il genere è stato riproposto, con apporti da correnti musicali affini, da gruppi come Hollywood Undead, Rise of the Northstar, Falling in Reverse, From Ashes to New, Hacktivist e DVSR.

## Sottogeneri

### Trap metal
La trap metal (conosciuta anche come scream rap o death rap) è un genere che combina elementi della musica trap e dell'heavy metal,, spesso con influenze industrial e nu metal. È caratterizzato da beat distorti, flow hip hop e riff chitarristici heavy metal. Il rapper britannico Scarlxrd è spesso associato al trap metal e ne è considerato pioniere. Fra gli altri artisti associati a questo genere si annoverano Bone Crew, Ghostemane, Bones,, ZillaKami, City Morgue, Suicideboys e i primi XXXTentacion e 6ix9ine.